# Spanish Junior Open
Die Spanish Junior Open sind im Badminton neben dem Spanish Juniors die hochrangigste offene internationale Meisterschaft von Spanien für Junioren. Das Turnier wurde erstmals 2021 ausgetragen.

## Die Sieger
| Saison | Herreneinzel         | Dameneinzel        | Herrendoppel                      | Damendoppel                             | Mixed                           |
| ------ | -------------------- | ------------------ | --------------------------------- | --------------------------------------- | ------------------------------- |
| 2021   | Simon Baron-Vezilier | Ania Setién        | Jacobo Fernandez Rubén García     | Lucía Rodríguez Ania Setién             | Yohan Barbieri Elsa Jacob       |
| 2022   | Rodrigo Sanjurjo     | Nikol Carulla      | Marc Martin Iago Martinez         | Laura Alvarez Amaia Torralba            | Rodrigo Sanjurjo Nikol Carulla  |
| 2023   | Michael Ji           | Jackie Dent        | Daniel Franco Rodrigo Sanjurjo    | Macarena Izquierdo Carmen María Jiménez | Rodrigo Sanjurjo Nikol Carulla  |
| 2024   | Arthur Tatranov      | Gloria Poluektov   | Arthur Tatranov Thomas Tournefier | Lily Gautier Monitosita Touch           | Mark Niemann Marie Sophie Stern |
| 2025   | Abhishek Kanapala    | Joelle Chee Jie Ya | Martin Catel Thibault Robin       | Joelle Chee Jie Ya Sng Ying Shuen       | Felix Schütt Eva Stommel        |